# Gísli Konráðsson

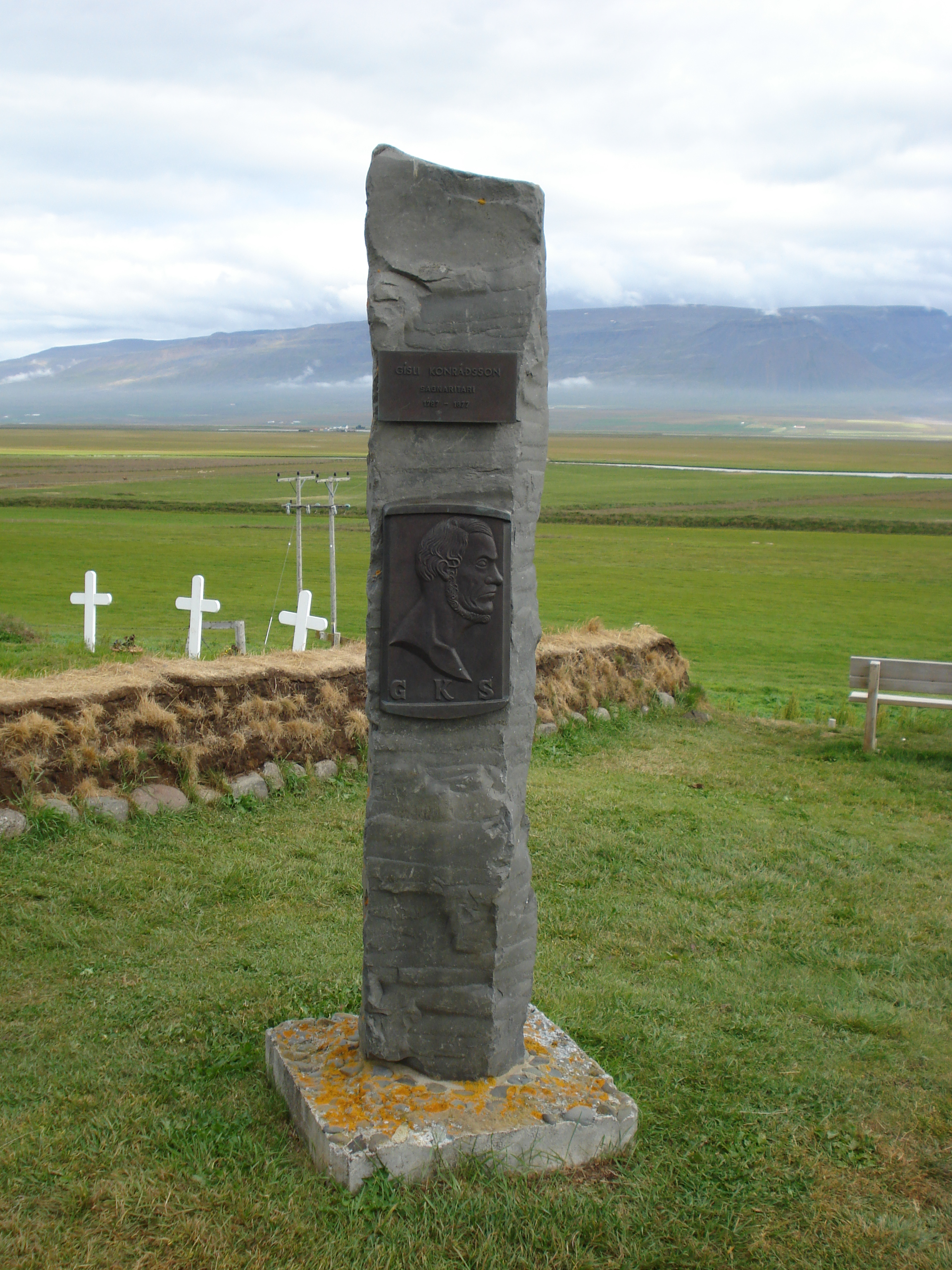
Minnesmärke över Gísli Konráðsson vid Glaumbær i Skagafjorden.

Gísli Konráðsson, född 18 juni 1787, död 2 februari 1877, var en isländsk bonde, historiker, levnadstecknare, diktare och sagaskrivare. Han var helt och hållet självlärd. Hans äldste son var den kände filologen Konráð Gíslason.

## Föräldrar
Gísli föddes på gården Vellir i Vallhólmur i Skagafjorden. Hans föräldrar var bonden Konráð Gíslason och dennes tredje hustru Jófríður Gísladóttir. De båda hade träffats under nödåren 1784–85, då Jófríður drivits ut på vägarna som tiggerska. Konráð tog hand om henne och de gifte sig. Han var då 63 år och hon 19. Några år efter hans död 1798 gifte hon om sig med hans brorson, född 1783 och således bara fyra år äldre än sonen Gísli.

## Levnad
Jófríður var knappt läskunnig, så Gísli fick lära sig läsa och skriva på egen hand. Prästen på Glaumbær upptäckte tidigt hans begåvning och ville sätta honom i skola, men det var ogörligt då all arbetskraft behövdes på gården.
Sin skrivarbana säger sig Gísli ha börjat 1804 när han rodde till Álftanes för att fiska, vilket Skagafjordens bönder brukade göra. När han tvingades gå i land för dåligt väder, utnyttjade han den lediga tiden till att nedteckna sagor.
Gísli gifte sig 1807 med Efemía Benediktsdóttir, född 1780. Äldste sonen Konráð föddes 1808 – de fick i allt nio barn. Arbetsåret var nu sådant att Gísli vintertid fiskade vid Álftanes och sommartid arbetade hemma på gården. Men närhelst han fick en ledig stund ägnade han sig åt att skriva.

### Från skrivare till författare
Så småningom blev skrivandet också en födkrok. Gísli hjälpte fjärdingsmän, präster och lokala ämbetsmän med deras skrivbordsarbeten. På så sätt byggde han upp ett kontaktnät. Han blev vän med läraren Hallgrímur Schevig på skolan i Bessastaðir, som tog sig an sonen Konráð och hjälpte honom till högre studier. Han samarbetade med annalisten Jón Espólín och brevväxlade på rim med Sigurður Breiðfjörð. Han skrev också mycket tillsammans med prästen på Ríp, Hannes Bjarnason. Så tillkom Andrarímur, ett av ytterst få verk som Gísli fick publicerat under sin livstid.
Efter Efemías död 1846 flyttade Gísli till Kroksfjorden. Det krävdes då tre hästar för att bära alla hans skrifter. År 1851 gifte han om sig och bosatte sig på Flatey i Breidafjorden. På bröllopet gjorde Gísli den överenskommelsen med lokala styresmän i bygden, att om han testamenterade sina skrifter till biblioteket i Flatey, som då var inrymt på kyrkloftet, så skulle kommunen försörja honom och hans maka under deras återstående levnadsdagar.
Vid 64 års ålder hade Gísli till sist blivit författare på heltid och behövde inte länge bekymra sig över fisket eller höskörden.

## Verk
Gísli Konráðsson efterlämnade vid sin död en ofantlig mängd verk, varav det mesta fortfarande är opublicerat. Flera av hans skrifter förekommer i mer än en version, och då har det ofta antagits att det är den längsta versionen som varit avsedd att vara den slutgiltiga. En översikt över Gíslis produktion finns i hans Æfisaga (självbiografi), som trycktes 1911–14.
Av förteckningen framgår att Gísli framför allt ägnade sig åt annaler, släktsagor och biografier, folksagor och -sägner samt bygdehistoriska berättelser (héraðssögur). Han skrev också islänningasagor där han utifrån både skriftliga källor och en på hans tid ännu levande muntlig tradition, berättar om människor och händelser för ibland nästan tusen år sedan. Exempel på sådana sagor är Skáld-Helga saga (1820) och Hellismannasaga (1830), vilka, trots deras sena tillkomsttid, finns medtagna i Guðny Jónssons Íslendinga sögur (1946–47). Moderna forskare skulle gärna ha sett att Gísli hade talat om hur han gick till väga då han stöpte samman sina källor, men för Gísli själv tycks förfarandet ha varit oproblematiskt. Hans strävan var bara att göra sagorna så fullständiga och uttömmande som möjligt, och då var det fritt att pressa mesta möjliga ur alla källor som stod till buds.
Sina brister till trots är Gíslis sagor av stort värde för både sagaforskare och folklorister; det gäller inte minst hans många Söguþættir (1915–20), som rymmer ett rikt material om gammal isländsk folktro.
Gísli var också verksam som diktare och skrev både rimor och lausavísur. Som exempel kan nämnas Slysfararíma um arið 1866 och Stjórnaróður (1858).